# Heterocerus punctatissimus
Heterocerus punctatissimus is een keversoort uit de familie oevergraafkevers (Heteroceridae). De wetenschappelijke naam van de soort is voor het eerst geldig gepubliceerd in 1930 door Mamitza.